# Yordany Álvarez
Yordani Álvarez Oropeza (Cienfuegos, 24 maggio 1985) è un ex calciatore cubano, di ruolo centrocampista.

## Palmarès

### Club

#### Competizioni nazionali
- Campionato cubano: 1

Cienfuegos: 2008